# Dulcidi d'Agen
Dulcidi fou un bisbe d'Agen cap a la primera meitat del segle v. És venerat com a sant per diverses confessions cristianes.

## Biografia
Succeí Febadi d'Agen. Fou conegut per la seva gran caritat envers els pobres i malalts i per la seva lluita contra l'heretgia arriana. Va fer construir un temple per a fomentar el culte a Sant Caprasi d'Agen.